# Les Masies de Voltregà
Les Masies de Voltregà är en kommun i Spanien.   Den ligger i provinsen Província de Barcelona och regionen Katalonien, i den östra delen av landet, 500 km öster om huvudstaden Madrid. Antalet invånare är 3 144. Arean är 22,4 kvadratkilometer. Les Masies de Voltregà gränsar till Orís, Torelló, Manlleu, Gurb, Santa Cecília de Voltregà, Sobremunt och Sant Hipòlit de Voltregà. 
Terrängen i Les Masies de Voltregà är platt österut, men västerut är den kuperad.